# Melanochromis vermivorus
Melanochromis vermivorus är en fiskart som beskrevs av Trewavas, 1935. Melanochromis vermivorus ingår i släktet Melanochromis och familjen Cichlidae. IUCN kategoriserar arten globalt som livskraftig. Inga underarter finns listade i Catalogue of Life.